# Casa de Cultura Laura Alvim
A Casa de Cultura Laura Alvim é um centro cultural situado no bairro de Ipanema, na cidade do Rio de Janeiro. A casa já foi residência de Álvaro Alvim, médico que introduziu o raio-X no Brasil.

## História
Em 1906, Álvaro Alvim compra uma casa de um andar na, até então, região rural da cidade do Rio de Janeiro (atual bairro de Ipanema). Alvim manda derrubar a casa para construir um casarão de três andares para servir de residência para ele e sua família. As obras finalizaram no ano de 1910.
Com a morte de seu pai em 1928 e de sua mãe em 1958, Laura Alvim e seus irmãos herdam a casa. O imóvel passa a pertencer somente a Laura, após pagar sozinha a hipoteca. O sonho de Laura Alvim era fazer de sua casa um local dedicado à cultura e, com o dinheiro recebido das vendas de outras propriedades de pai, Laura começa a fazer obras para adequar a casa a seus objetivos, mas por dificuldades financeiras, não conseguiu implementar por completo o seu projeto. Recebeu muitas propostas de compra do imóvel, mas recusou todas. Em 18 de outubro de 1983, Laura Alvim doa a casa, através de testamento, para o Governo do Estado do Rio de Janeiro, através da Fundação Anita Mantuano de Artes do Estado do Rio de Janeiro (FUNARJ). O testamento possuía cláusulas que assegurava que o imóvel só poderia funcionar como um centro cultural e não poderia ser tirada do Estado. Laura Alvim vem a falecer em 22 de março de 1984.
No dia 1 de julho de 1985, começam as reformas no imóvel, financiadas pela Secretaria de Obras e a Banerj, e tendo como arquiteto Carlos Eduardo Mano. A inauguração ocorreu em 12 de maio de 1986.
Em 2016, a empresa suíça Omega se instala na casa durante as olimpíadas e paraolimpíadas. Foi a empresa responsável pelos cronômetros do evento. A empresa financia uma reforma no centro cultural, modificando e modernizando suas estruturas. Foram instalados dois teatros, três salas de cinema, um salão para eventos, salas multiúso, galeria de arte, espaço para gastronomia e um estúdio musical.

## Arquitetura

### Entre 1910 e 1968
A casa foi construída com três pavimentos e quintal. O acesso principal se dava através de uma escada situada no lado direito da casa, que levava ao segundo pavimento. No primeiro pavimento, ficava o quarto do filho mais velho e a biblioteca; no segundo pavimento, havia duas salas e a cozinha; e no terceiro pavimento se localizava os quartos e o escritório. O quintal possuía uma escada que levava ao segundo pavimento e podia possuía um acesso do lado esquerdo da casa.

### Entre 1969 e 1984
A fachada recebeu uma varanda com guarda corpo em madeira entalhada e telhado. O terceiro pavimento foi transformado em uma suíte, com um banheiro de 30 metros quadrados e revestido com mármore branco, louças rosas e um corredor que levava a uma saleta. No quintal, foi construído um edifício em estilo renascentista com um cinema, uma sala de vídeo, e um teatro em estilo medieval e palco italiano. O pátio externo foi construído em estilo gótico, com piso de pedras e uma galeria com arcadas e teto abobadado; possuía uma fonte feita de pedra sabão e uma jardineira revestida de azulejos portugueses.

### Entre 1985 e 2016

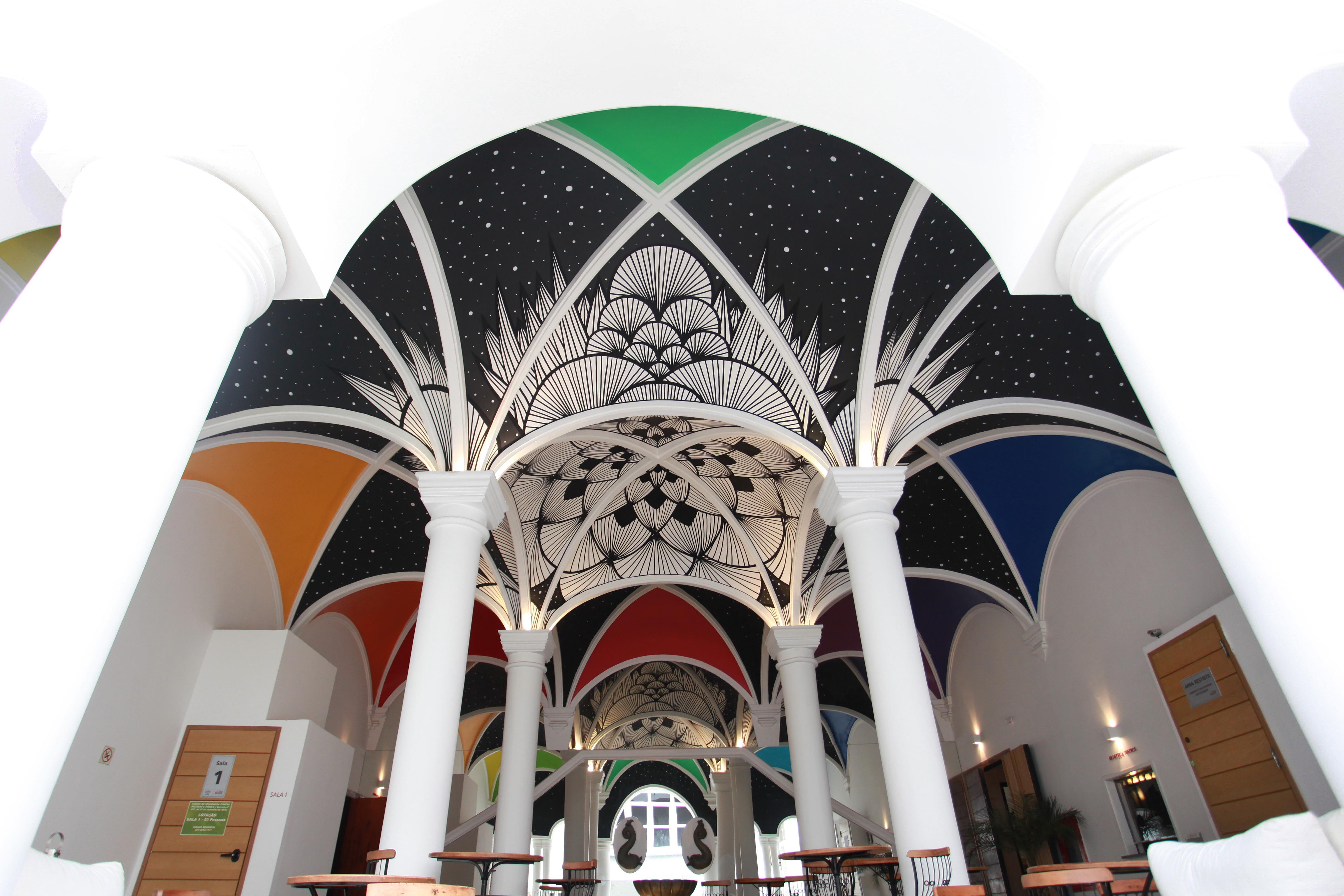
Arcadas

O muro frontal da casa foi removido e foi instalado em seu jardim uma escultura de Franz Weissman. No primeiro pavimento, foi instalado um teatro, conhecido como o Porão. O pátio externo ficaria reservado para eventos de dança, teatro, lançamentos e pequenas exposições e foram instalados banheiros. O teatro com palco italiano e o cinema permaneceram. No segundo pavimento, a cozinha e os banheiros foram removidos e foi instalado o Centro de Artes Ângelo Agostini, com uma galeria de arte, salas de cursos e um auditório. Na varanda foi instalado um videoclube.  E o terceiro pavimento ficou reservado para o memorial.

## A inauguração
A inauguração ocorreu em 12 de maio de 1986, às 20h, aberto ao público. Compareceram mais de 600 pessoas. Alunos da Faculdade da Cidade apresentaram a performance de Sonhos de Laura, trajando roupas de personagens de Shakespeare e Brecht, cedidas pelo Teatro Municipal. Os alunos forneciam informações a respeito do centro cultural e de Laura Alvim. Houve uma exposição dedicada a Ângelo Agostini; uma exposição de fotos sobre Copacabana, de Bina Fonyat.; e uma exposição de Estandartes, com o tema Liberdade e Democracia. Foram apresentados os filmes Apaga-te Césamo, de Carlos Vergara, Belizário Franca e Piero Mancini; e um documentário sobre Ângelo Agostini. Houve um show da Rio Jazz Orquestra, dirigida por Marcos Szpilman. No teatro, recebido pela Fernanda Montenegro, houve apresentação de Regina Duarte, Tônia Carrero, Nathalia Timberg, declarando poemas; Walmor Chagas, recitando Camões e Manoel Bandeira; e sapateado com Antônio Pedro.

Em 28 de setembro 2022, a Casa de Cultura Laura Alvim teve sua reabertura marcada pela exposição "35 anos de Laura". Para este projeto, o coletivo-comunidade Uncool Artist trabalhou por seis meses, em intensa colaboração, no desenvolvimento poético do circuito imersivo "Por um teto todo nosso", instalado na Casa de Cultura. A proposta do trabalho (concebida pelos artistas Carolina Paz, Danié Gomez-Ortigoza, Diogo Montes, Guto Nunes, Liene Bosquê, Marina Quintanilha, Mariana Battistelli e Valincy-Jean Patelli) consistiu na suspensão de uma ideia de autoria individual: as instalações funcionam como cenas em peças de teatro nas quais conseguimos identificar atos performáticos e assinaturas, que, imediatamente, se dissolvem em nome de uma cena na qual o protagonismo é compartilhado, inclusive pelo público visitante-espectador-autor. Não há dentro e nem fora, os espelhos constroem um espaço entre ao qual todos são convidados, junto à cidade, a participar. Os objetivos principais do circuito instalativo foram tornar público um acervo documental, visual e mobiliário até então desconhecido, dar luz ao protagonismo de Laura Alvim cuja biografia merece ser recontada e empoderada e principalmente proporcionar ao público visitante a imersão neste contexto físico e simbólico, para que este seja ali o principal ator, um espectador emancipado.

## Estruturas

### Teatros
O centro cultural possui dois teatros: o teatro anexo à casa que possui 245 lugares, com poltronas projetadas pelo arquiteto Oscar Niemeyer, e o Espaço Rogério Cardoso, popularmente conhecido como o Porão, que possui 80 lugares e recebeu esse nome, em 2004, para homenagem o artista Rogério Cardoso que faleceu em 2003.

### Cinema
São três salas de cinema, com um total de 155 lugares. Possui chaises longues na primeira fila e equipamentos modernos de som e imagem. O Grupo Estação é responsável pela administração e programação do cinema.

### Memorial Laura Alvim
É uma exposição permanente, que possui em seu acervo mais de 4.000 peças referente a Laura Alvim e sua família, como mobiliário, louças, fotografias e documentos.